# تريستان كاروانا
تريستان كاروانا (بالإنجليزية: Tristan Caruana)‏ هو لاعب كرة قدم مالطي في مركز الوسط، ولد في 15 سبتمبر 1991 في مارساسكالا في مالطا. لعب مع هامرون سبارتانز.

## وصلات خارجية
- تريستان كاروانا على موقع الاتحاد الأوربي (الإنجليزية)
- تريستان كاروانا على موقع قاعدة بيانات كرة القدم.إي يو (الإنجليزية)
- تريستان كاروانا على موقع ناشيونال فوتبول تيمز (الإنجليزية)
- تريستان كاروانا على موقع Soccerway.com (الإنجليزية)